# Plethocrossus difficilis
Plethocrossus difficilis är en mångfotingart som beskrevs av Kraus 1960. Plethocrossus difficilis ingår i släktet Plethocrossus och familjen Odontopygidae. Inga underarter finns listade i Catalogue of Life.